# Commersonia
Commersonia es una género con 39 especies de árboles de pequeño o mediano tamaño perteneciente a la familia Malvaceae. Se encuentran en Australia (12 spp.) y el resto en el sudeste de Asia y las islas del Pacífico.  Fue descrito por Johann Reinhold Forster & Georg Forster  y publicado en Characteres Generum Plantarum  22 en el año 1775. La especie tipo Commersonia echinata J.R.Forst. & G.Forst.

## Etimología
El género fue nombrado en honor del naturalista francés Philibert Commerson (1727-73).
La mayoría de las especies de  Commersonia tienen atractivas hojas en forma de corazón.

## Especies
Especies incluidas:
- Commersonia argentea Guymer
- Commersonia bartramia (L.) Merr.
- Commersonia beeronensis Guymer
- Commersonia craurophylla (F.Muell.) F.Muell.
- Commersonia fraseri J.Gay
- Commersonia gaudichaudiiJ.Gay
- Commersonia johnsonii Guymer
- Commersonia leichhardtii Benth.
- Commersonia macrostipulata Guymer
- Commersonia melanopetala F.Muell.
- Commersonia microphylla Benth.
- Commersonia pulchella  Turcz.
- Commersonia rosea S.A.J.Bell & L.M.Copel.
- Commersonia rossii Guymer
- Commersonia stowardii S.Moore
- Commersonia tatei F.Muell. ex Tate
- Commersonia viscidula Guymer